# Артанія (пам'ятка природи)
Артанія — ботанічна пам'ятка природи місцевого значення. Об'єкт розташований на території Черкаського району Черкаської області, в адмінмежах Геронимівської сільської ради.
Площа — 15 га, статус отриманий у 2009 році.